# Lucas Pusineri
Lucas Andrés Pusineri Bignone (ur. 16 lipca 1976 w Buenos Aires) – argentyński piłkarz pochodzenia włoskiego występujący na pozycji prawego pomocnika, trener piłkarski, od 2025 roku prowadzi Atlético Tucumán.

## Kariera klubowa
Pusineri pochodzi ze stołecznego Buenos Aires. Wychowywał się w rodzinie o tradycjach sportowych – ojciec był trenerem piłkarskim na szczeblu regionalnym, zaś matka siatkarką. Rodzina mieszkała kolejno w dzielnicach Recoleta, Florida i Munro, a następnie w mieście Vicente López w aglomeracji stolicy. Treningi piłkarskie rozpoczynał w swojej szkole Colegio La Salle, skąd następnie przeniósł się do juniorskiego zespołu Club Banco Nación. W wieku dwunastu lat dołączył do akademii klubu CA Platense mającego siedzibę w Vicente López, któremu kibicował wraz z rodziną. Tam występował początkowo jako napastnik, a potem został przesunięty na prawą pomoc, gdzie spędził już resztę kariery. Jako siedemnastolatek zrezygnował jednak z regularnego trenowania futbolu – w ciągu kolejnych czterech lat ukończył liceum i przygotowywał się w Cámara de Comercio do zawodu agenta celnego. W piłkę grał wówczas jedynie amatorsko z kolegami.
W 1997 roku Pusineri udał się na testy do piątoligowego Ferrocarril Urquiza, gdzie został zauważony przez Alberto Pascuttiego – trenera drugoligowej drużyny Club Almagro, który ściągnął go do swojej drużyny. W barwach Almagro przez dwa lata był gwiazdą zespołu i wyróżniającym się piłkarzem rozgrywek drugoligowych. Za sprawą udanych występów przeniósł się następnie do czołowego klubu w kraju – stołecznego CA San Lorenzo de Almagro. Początkowo miał tam występować w rezerwach, jednak już po miesiącu został włączony do pierwszej drużyny. W argentyńskiej Primera División zadebiutował 10 września 1999 w wygranym 3:1 spotkaniu z Chacarita Juniors, zaś premierowego gola strzelił 1 października tego samego roku w wygranej 2:0 konfrontacji z Instituto. Szybko został podstawowym zawodnikiem San Lorenzo, imponując walecznością, kreatywnością i dynamiką. Z ekipą prowadzoną przez Manuela Pellegriniego wywalczył mistrzostwo Argentyny (Clausura 2001) oraz triumfował w kontynentalnych rozgrywkach Copa Merconorte (2001). Ogółem w San Lorenzo grał trzy lata.
W lipcu 2002 Pusineri przeszedł do innego czołowego, stołecznego klubu – CA Independiente, sponsorowanego wówczas przez biznesmena Daniela Grinbanka (który został właścicielem karty zawodniczej piłkarza). Już w jesiennym sezonie Apertura 2002 jako filar ekipy prowadzonej przez Américo Gallego zdobył tytuł mistrza Argentyny. Jego słynny gol strzelony 24 listopada w końcówce meczu z bezpośrednim rywalem do mistrzostwa Boca Juniors (1:1) w przedostatniej kolejce w praktyce zapewnił Independiente tytuł. Bramka zdobyta przez Pusineriego jest uznawana przez kibiców Independiente za jedną z najważniejszych w historii klubu. W sierpniu 2003 wraz z kilkunastoma innymi argentyńskimi graczami został zgłoszony do rozgrywek przez hiszpańskiego drugoligowca CD Leganés, przejętego wówczas przez Grinbanka. Sam zawodnik, nie chcąc występować jednak w drugiej lidze, zdecydował się podpisać umowę z rosyjskim Saturnem Ramienskoje. W podmoskiewskiej drużynie występował z pięcioma swoimi rodakami (byli to Daniel Montenegro, Pablo Guiñazú, Nicolás Pavlovich, Adrián Bastía i Antonio Barijho).
W rosyjskiej Priemjer-Lidze zadebiutował 13 września 2003 w zremisowanej 2:2 konfrontacji z Ałanią Władykaukaz, strzelając wówczas gola. Mimo podpisania czteroletniej umowy z Saturnem i udanych występów nie potrafił jednak zaaklimatyzować się do życia w Rosji. Ponadto popadł w konflikt prawny z właścicielem swojej karty zawodniczej Danielem Grinbankiem, który pozwał go ze względu na jego zdaniem bezprawne odejście z Leganés do Saturna (sam Pusineri utrzymywał, iż był wówczas wolnym zawodnikiem). W konsekwencji piłkarz nie otrzymał wynagrodzenia za grę w Saturnie, gdyż zostało ono zatrzymane przez sąd. Po odejściu z Saturna powrócił do CA Independiente, lecz i ten transfer został uznany przez Grinbanka za nieważny, co poskutkowało kolejnymi zawiłościami proceduralnymi i niemożnością uprawnienia gracza do rozgrywek ligi argentyńskiej. Ostatecznie w listopadzie 2004 władze Independiente wykupiły od Grinbanka 75% praw do karty zawodniczej Pusineriego za sumę dwóch milionów dolarów. Przez kolejny rok był podstawowym piłkarzem drużyny, lecz przez konflikt z nowym trenerem (Césara Luisa Menottiego zastąpił Julio César Falcioni) opuścił klub.
W styczniu 2006 Pusineri udał się na roczne wypożyczenie do potentata CA River Plate. Tam zanotował fatalny pobyt, będąc jedynie rezerwowym i notując słabe występy. Następnie powrócił do Independiente, gdzie występował jeszcze przez trzy lata głównie w roli podstawowego pomocnika, lecz nie był w stanie włączyć się z drużyną do walki o czołowe lokaty w lidze. Pod koniec swojego pobytu w tym klubie doświadczony Pusineri został relegowany do roli rezerwowego przez trenera Américo Gallego, który nie widział dla niego miejsca w zespole. Fiaskiem zakończyły się również rozmowy prowadzone z zarządem Independiente na temat przedłużenia kontraktu (zawodnikowi zależało na zakończeniu kariery w barwach tego klubu). Łącznie w barwach Independiente spędził pięć i pół roku – jest uznawany za klubową legendę. Pół roku pozostawał na bezrobociu, po czym powrócił do swojego macierzystego, wówczas już trzecioligowego CA Platense. Tam w wieku 35 lat zakończył piłkarską karierę.

## Kariera reprezentacyjna
W styczniu 2003 Pusineri został powołany przez selekcjonera Marcelo Bielsę do krajowego składu reprezentacji Argentyny na mecze towarzyskie z Hondurasem (3:1), Meksykiem (1:0) i USA (1:0). Nie wystąpił jednak w żadnym z tych spotkań.

## Kariera trenerska
Jeszcze w czasach swojej kariery piłkarskiej Pusineri ukończył kurs trenerski. Był asystentem Claudio Borghiego – swojego byłego trenera z Independiente – w drużynie Argentinos Juniors (2014). Pierwszą samodzielną pracę trenerską podjął w styczniu 2018, obejmując drugoligowy kolumbijski Cúcuta Deportivo, mający aspiracje awansu do najwyższej klasy rozgrywkowej. Na koniec sezonu 2018 w świetnym stylu wygrał z Cúcutą rozgrywki drugoligowe i wywalczył promocję do pierwszej ligi – jego podopieczni w 38 meczach zanotowali 27 zwycięstw, dziewięć remisów i tylko dwie porażki. Szkoleniowiec był bardzo chwalony za umiejętności zarządzania zasobami ludzkimi, zaangażowanie i wymagającą postawę wobec piłkarzy oraz stworzenie świetnej atmosfery w drużynie. 
Bezpośrednio po awansie z Cúcutą, w styczniu 2019 Pusineri został trenerem kolumbijskiego potentata – klubu Deportivo Cali. Drużyna dysponowała wąską i niedoświadczoną kadrą, lecz mimo to Argentyńczyk notował z nią bardzo dobre wyniki, plasując się w ścisłej czołówce ligi (kolejno drugie i trzecie miejsce w tabeli) i zakwalifikował się z nią do kontynentalnych rozgrywek Copa Sudamericana. Doszedł również z Deportivo do finału pucharu Kolumbii – Copa Colombia, a także poprowadził ekipę w rozgrywkach Copa Sudamericana 2019 (druga runda). W opinii ekspertów i kibiców umiejętnie wprowadzał do zespołu młodych zawodników z akademii juniorskiej. W grudniu zdecydował się jednak nie przedłużać kontraktu z Deportivo, argumentując swoją decyzję różnicą poglądów z zarządem i brakiem wpływu na ruchy transferowe.
W styczniu 2020 Pusineri powrócił do ojczyzny, gdzie podpisał umowę z ekipą CA Independiente, w której spędził najlepsze lata swojej piłkarskiej kariery.